# 西藏香青
西藏香青（学名：Anaphalis tibetica）为菊科香青属的植物，为中国的特有植物。分布于中国大陆的西藏等地，生长于海拔3,800米至4,100米的地区，常生于灌丛中、高山亚高山针叶林下或山坡阳地，目前尚未由人工引种栽培。